# Jacques Haas
 (juillet 2016).
Jacques Haas, né le 8 avril 1908 et mort le 26 février 1973, est un prêtre de l’Église catholique-romaine suisse.
Intéressé par les médias, il fonde à Lausanne le Centre catholique de radio et télévision. L’abbé Haas reçoit les titres de chanoine, puis de Monseigneur.

## Biographie
Jacques Haas qui avait des origines en partie luxembourgeoises passe sa jeunesse à Nyon avec un frère et deux sœurs. Il est ordonné prêtre du diocèse de Lausanne, Genève et Fribourg en 1932. Il est d’abord vicaire à Montreux puis curé à Lausanne. Il fonde plusieurs paroisses : Saint-Joseph dans le quartier lausannois de Prélaz, celle du Bon Pasteur à Prilly, et celle du Saint-Esprit dans le quartier de Boisy à Lausanne.
Intéressé par les « moyens de communications sociales », il participe dès 1936 à des émissions à Radio Lausanne. En plus de chroniques régulières, il est appelé à suivre divers événements à Rome. Lorsqu’en 1954 est créée la télévision en Suisse romande, il y organise avec le pasteur Robert Stahler des émissions régulières. Entretemps, il crée à Lausanne l’association Centre catholique de Radio et Télévision (CCRT) à laquelle il donnera, avec l’aide d’amis, une maison inaugurée en 1958 dans le quartier de Boisy.
Le chanoine Haas participe au comité œcuménique qui donne naissance à un billet radiophonique quotidien lors de l’Expo nationale 1964 à Ouchy Lausanne : c’est la « Minute œcuménique » dont les auteurs les plus notables furent le pasteur Philippe Zeissig et l’abbé Georges Juvet. Jacques Haas participe comme délégué ecclésiastique puis comme président mondial (1962-1968) à l’association UNDA qui, depuis 1928, fédérait les responsables d’émissions catholiques. Son implication dans les structures médiatiques catholiques internationales le conduit à suivre le concile Vatican II puis à participer à l’élaboration de l’exhortation apostolique Communio et Progressio, publiée le 23 mai 1971.
Il accède successivement aux titres de chanoine honoraire de l'Abbaye de Saint-Maurice en 1958, camérier secret de la Maison pontificale en 1963, chanoine honoraire de la cathédrale de Monaco en 1967. 
Pour encourager la création de radios, surtout en Afrique et en Amérique latine, il fait de nombreux voyages. Au retour d’un voyage aux Iles Seychelles, il meurt après une courte maladie à l’âge de 65 ans.